# أندريه ميساجر
أندريه ميساجر (بالفرنسية: André Messager)‏ (و. 1853 – 1929 م) هو قائد أوركسترا، وملحن، ومصمم رقص، ومخرج موسيقي، وعازف أرغن فرنسي، ولد في مونلوسون، يستخدم آلات أرغن، كان عضوًا في أكاديمية الفنون الجميلة، توفي في الدائرة السابعة عشرة في باريس، عن عمر يناهز 76 عاماً.

## التعليم
تعلم في École Niedermeyer de Paris ‏
.

## جوائز
حصل على جوائز منها:
وسام جوقة الشرف من رتبة قائد

## وصلات خارجية
- أندريه ميساجر في قاعدة بيانات الأفلام على الإنترنت